# Trite pennata
Trite pennata är en spindelart som beskrevs av Simon 1885. Trite pennata ingår i släktet Trite och familjen hoppspindlar. Inga underarter finns listade i Catalogue of Life.